# Rhinanthus alpinus
Rhinanthus alpinus är en snyltrotsväxtart. Rhinanthus alpinus ingår i släktet skallror, och familjen snyltrotsväxter.

## Underarter
Arten delas in i följande underarter:
- R. a. alpinus
- R. a. aschersonianus
- R. a. carinthiacus